# Alvião

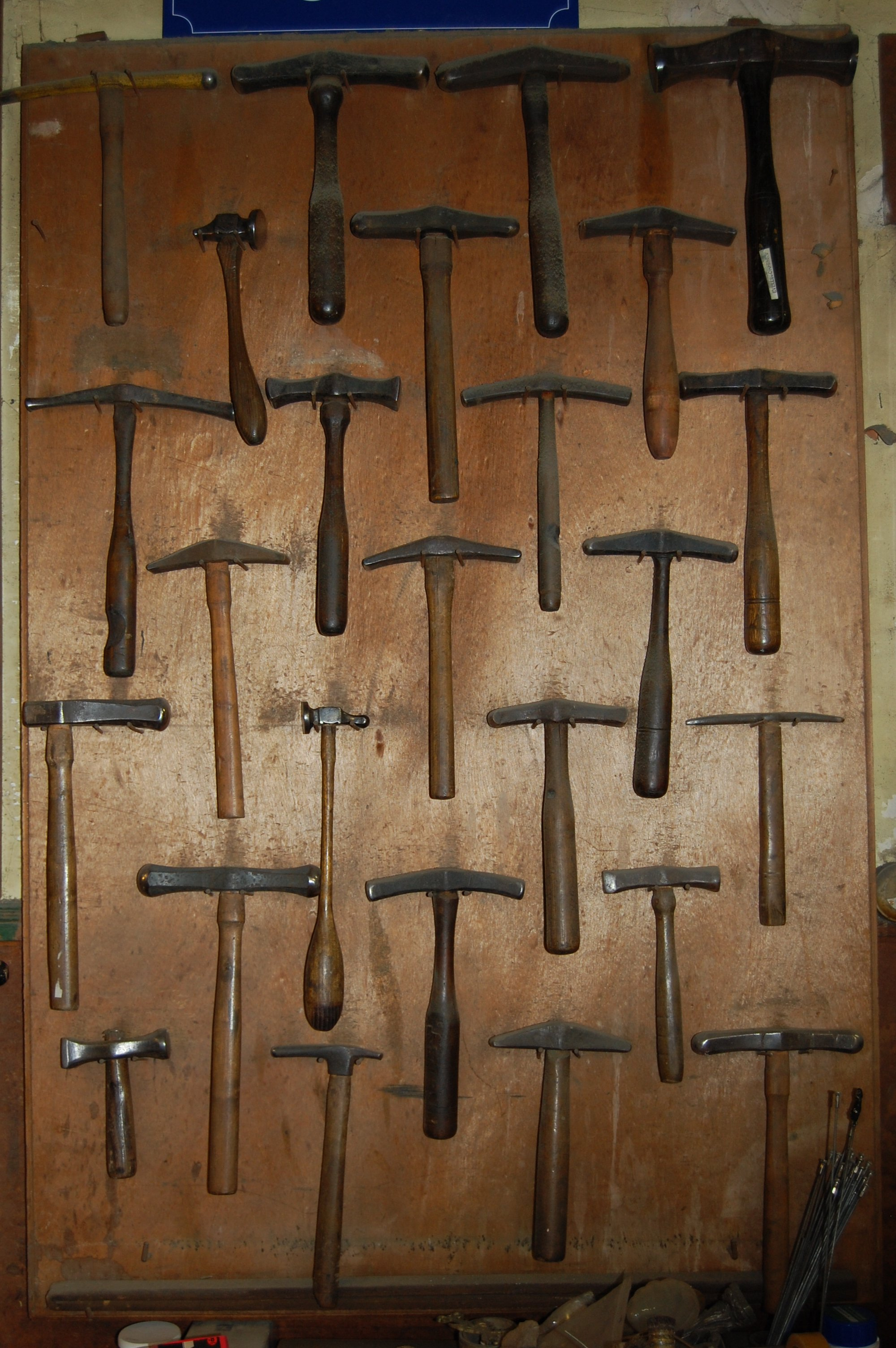
Alguns modelos de martelos

Alvião é um antigo nome originado no Sacro Império Romano Germânico Medieval, também chamado pelos Anglo Saxões de Spitzhammer. Estes nomes são usados para indicar ferramentas com dupla função.
Geralmente os alviões tem duas extremidades sobre uma haste de apoio, eles são usados na agricultura, construção civil, cutelaria, carpintaria, funilaria, ourivesaria, mineração e geologia.
Eles são utilizados para cavar o solo, cortar e quebrar pedras, arrancar e levantar objectos pesados, forjar e modelar metais, tirar e colocar diferentes objectos como pregos, arrebites, câmaras de ar e cerâmicas. Também servem para esculpir e da acabamento as esculturas, entre outras utilidades como fura chapas e flandres ou colocar telhas. Existem inúmeros modelos da família dos alviões, eles vão desde os compactos como as Escodas/Martelos, aos grandes como as Picaretas e Chibancas.

## História

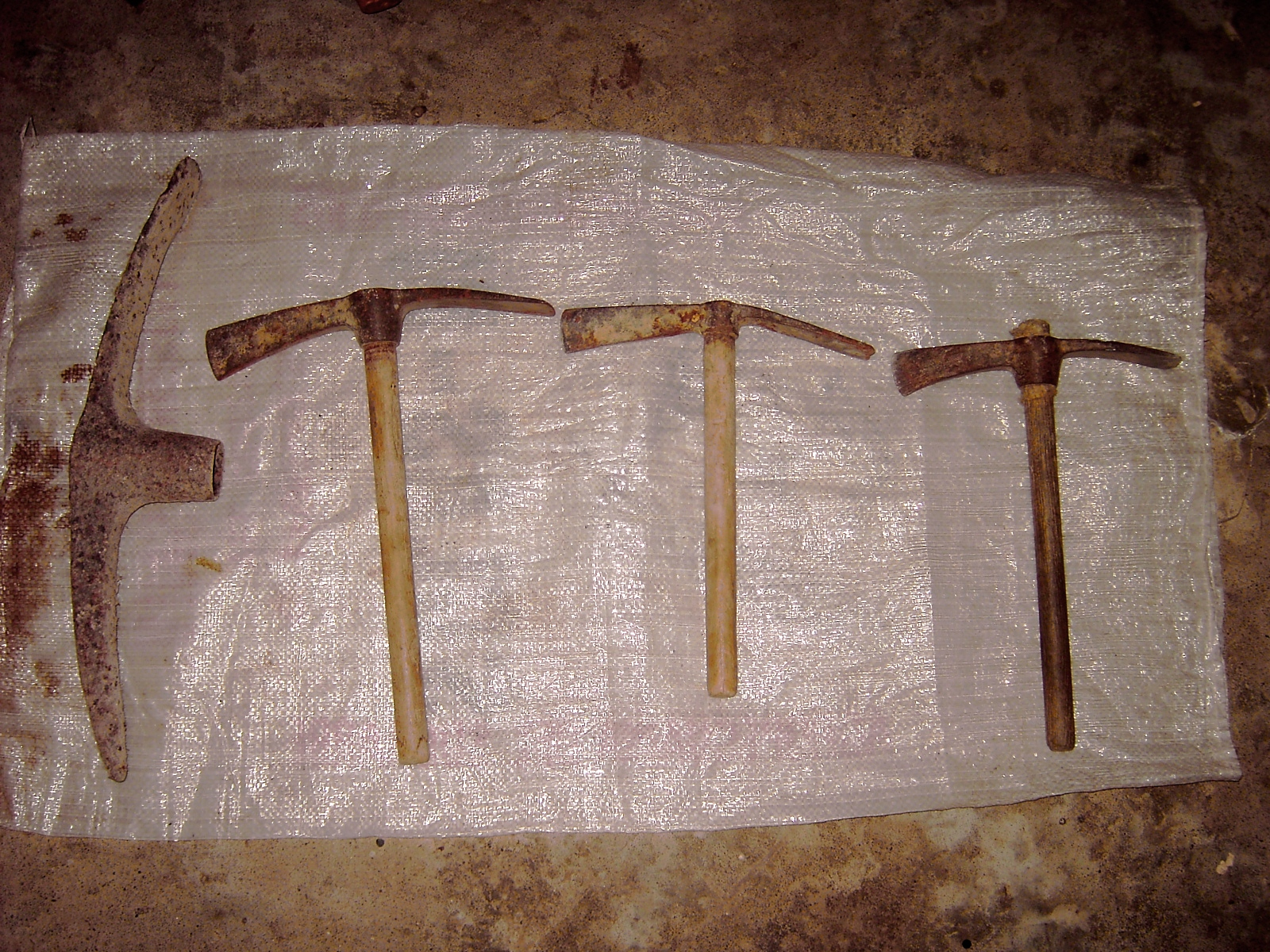
Uma picareta em comparação a três chibancas.

Eles existem desde o início da inteligência humana, os primeiros registos prováveis, datam da Idade da pedra por volta do ano de 8000 a.C. Estes consistiram de uma pedra ligada a um punho com tiras de couro. No final do ano 4000 a.C. com a descoberta de cobre os egípcios começaram a fabrica-los com este material. Já na Mesopotâmia, ele foi muito usado para escavar minas de cobre e estanho. Seu uso se tornou mais significativo durante a Idade Média, entre os pedreiros, sapateiros, ferreiros, etc. Mas foi durante o século XIX que se desenvolveu mais amplamente como o conhecemos hoje.